# Anolis eugenegrahami
Anolis eugenegrahami är en ödleart som beskrevs av  Schwartz 1978. Anolis eugenegrahami ingår i släktet anolisar, och familjen Polychrotidae. Inga underarter finns listade i Catalogue of Life.